# Симеон (апостол от 70)
Свято́й апо́стол Симео́н или Си́мон — апостол от семидесяти, рассматриваемый как брат Господень (Мф. 13:56; Мк. 6:3) наряду с Иаковом, Иосией и Иудой. По другим источникам — Симеон от 70 апостолов был сыном Клеопы и Марии и родственником Иосифу Обручнику; последнее мнение принято православной восточной церковью. Иногда отождествляется с Симоном Кананитом — одним из 12 апостолов.

## Жизнеописание
Свт. Димитрий, митрополит Ростовский, о двояком наименовании Симеона, в Четьи Минеи под 27 апреля (в своих комментариях) пишет:
В этот день и месяц в Прологе написано: «потому и называется блаженным, что получил два имени Симон и Симеон». Но иной был Симон, а иной Симеон. Симон был сыном Иосифа и родным братом Иакова — брата Господня. Симеон же, как уже было сказано — сын Клеопы, двоюродный брат Иакова и потому — родственник Господень, причтенный к семидесяти апостолам.

По всей видимости, Симон сын Иосифов не числится в апостолах. Известно от св. евангелиста Иоанна: «Ибо и братья Его не веровали в Него.» (Ин. 7:5) Св. Феофилакт говорит, что под братьями здесь следует понимать детей Иосифовых, которых евангелист Матфей называет по имени: Иаков, Иосия, Симон и Иуда (Мф. 13:55). Очевидно, что впоследствии они уверовали в Него: Иуда (он же Фаддей) стал одним из 12-ти апостолов, Иаков — первый из 70-ти, Иосия тоже один из 70-ти. Нам кажется, что Симон или не принял апостольского призвания или он преставился ещё перед тем, как апостолы разошлись на проповедь по всей Вселенной, как ап. Павел пишет в 1-м послании к Коринфянам в 15-й главе, что многие очевидцы до сих пор живы, а некоторые и почили. (1Кор. 15:6)
В Западной церкви Иосиф Обручник считается девственником. Именуемые братьями Господними Иаков, Иосия, и Симон считаются сыновьями младшего брата Иосифова Клеопы и Марии, упоминаемой в числе святых жён мироносиц. Эта Мария в Евангелии от Иоанна называется Клеоповою, по мужу, а в Евангелии от Матфея и Евангелии от Марка — Иаковлевою и Иосиевою по своим сыновьям. Мнение о братьях Господних, как сыновьях Клеопы и Марии, основывается на свидетельстве блаженного Иеронима (т. IV. 112—113 стр.). Есть мнение (Дорофей), что Клеопа и Симеон являются одним и тем же лицом, смешением в одно отца и сына (согласно западному верованию); или дяди с племянником (согласно восточному преданию). Но святой Димитрий замечает, что у него (под 4 января в соборе семидесяти апостолов)
довольно изъявлено, яко ин бе Клеопа, а ин Симеон. Клеопа отец Симеонов, а Симеон сын Клеопов, Господень не племянник, а сродник, аки бы брать двоюродный
Есть ещё мнение, по которому Еммаусский спутник Господа нашего Иисуса Христа, не поименованный святым евангелистом Лукою, был Симон или Симеон (Ориген в сочинении «против Цельса»: святой Василий Великий в толковании на пр. Исаию VI гл. 9 ст.) говорит: «очистительным огнём горело сердце у Клеопы и Симона, когда Господь отверзал им писание» (толк. на пр. Исаию VI гл. 9 ст.).
О святом Симеоне Богоприимце, сроднике Господнем в новозаветных книгах не упоминается, но о нём говорит Евсевий (на основании повествования Егезиппа) следующее:
после мученической кончины Иакова и вскоре затем последовавшего падения Иерусалима, оставшиеся в живых апостолы и ученики Господни, по свидетельству предания, стеклись отовсюду: вместе с ними пришли и родственники Его по плоти: ибо из них тогда многие были в живых. Все они держали советь о том, кого надобно признать достойным преемником Иакова, — и занять престол иерусалимской Церкви единодушно удостоили Симеона сына Клеопова, о котором (то есть о Клеопе) упоминает Евангельское Писание (Ин. XIX, 25) и, который говорят, был дед Спасителя; ибо этот сын Клеопы, как повествует Егезипп, почитался братом Иосифа. (Ц. Истак как III, гл. XI). Св. Симеон был поставлен в епископа Иерусалимского не ранее 63 года по Р. X.

Вскоре, по особенному откровению от Господа чрез ангела о предстоящей осаде Иерусалима, все верующие во Христа во главе со св. Симеоном переселились в заиорданскую страну — Перею и проживали в Пелле до времен императора Адриана (117—135) и таким образом спаслись от гибели во время взятия и разорения Титом Иерусалима.

## Мученическая смерть
Святой Симеон мирно управлял своей паствой около сорока лет вплоть до своей кончины. О мученической кончине Симеона Евсевий, на основании Егезипповой истории, сообщает следующее:
среди глубокого мира, которым наслаждалась Церковь, они (родственники Иисуса Христа), доживают до времен Траяна (97—117), когда вышеупомянутый Симеон, сын Клеопы, дяди Господня, оклеветанный еретиками, приведен был на суд пред Аттика; в продолжение многих дней столь непоколебимо исповедовал веру во Христа, что и консул и все присутствующие крайне удивлялись мужественному терпению 120 летнего старца и наконец приказали пригвоздить его к кресту.
Аттик был консулом с 105 по 107 г., к последнему году (107) и относят кончину Святого Симеона, 2-го Иерусалимскаго епископа. Память его в православной Церкви совершается 27 апреля (10 мая) шестеричным богослужением, у католиков 18 февраля (фр. La vie des Saintes, Parisiis), где говорится, что Симеон родился лет за 8 или 9 до Рождества Христова. А по преданию Православной Церкви Симеон был моложе Иисуса Христа на несколько лет (5—6), так как Клеопа вступил в брак с Марией, дочерью Иосифа Обручника, по возвращении из Египта. Учитывая, что Иисус Христос родился за 4 г. до н. э. (по данным историков), или в 1 г. н. э., от чего и пошло современное летоисчисление, получается, что св. Симеон умер в возрасте 105—110 лет. Таким образом, он с юных лет общался с Спасителем, слушал Его божественное учение, видел совершаемые Им чудеса и, вероятно, был в числе 70 учеников, избранных Самим Господом (Лк. X, 1), а также был свидетелем страданий, крестной смерти и воскресения Христа из мертвых, а по вознесении Господа на небо, Симеон, вместе с апостолами удостоился получить Святого Духа. Таким образом, он был очевидцем и свидетелем всех деяний Господних, начиная с крещения Его до вознесения (Деян. I, 22).